# Nomia perconcinna
Nomia perconcinna är en biart som beskrevs av Cockerell 1920. Nomia perconcinna ingår i släktet Nomia och familjen vägbin. Inga underarter finns listade i Catalogue of Life.